# Heo Jun
Dans ce nom coréen, le nom de famille, Heo, précède le nom personnel.
Pour les articles homonymes, voir Heo Jun (escrime) et Heo.
Heo Jun (허준, 許浚), né en 1537 et mort le 9 octobre 1615, est un médecin coréen du clan Heo de Yangcheon durant le règne du roi Seonjo de la dynastie Joseon de Corée. Il est nommé médecin de la cour à l'âge de 29 ans. Il a écrit un certain nombre de textes médicaux, mais sa plus grande réussite est le Dongui Bogam (littéralement « Le miroir de la médecine orientale », souvent mentionné comme le texte définissant la médecine traditionnelle coréenne. L'ouvrage se propage dans les pays d'Asie de l'Est comme la Chine, le Japon et le Vietnam où il est encore considéré comme l'un des classiques de la médecine orientale aujourd'hui. Bien que Heo Jun a beaucoup travaillé avec la famille royale, il a mis un grand accent sur les méthodes de prise de traitement accessibles et compréhensibles aux gens ordinaires. Il a trouvé des remèdes d'herbes naturelles qui étaient facilement accessibles par les gens du commun en Corée. En outre, il a écrit les noms des herbes en utilisant les lettres simples hangul au lieu d'utiliser les plus difficile hanja (caractères chinois), que la plupart des gens du peuple ne comprennent pas,.
Le nom et les réalisations de Heo Jun sont largement reconnus par les Coréens qui se réfèrent encore aujourd'hui à des remèdes naturels de Heo Jun trouvés dans son Dongui Bogam.

## Source de la traduction
- (en) Cet article est partiellement ou en totalité issu de l’article de Wikipédia en anglais intitulé « Heo Jun » (voir la liste des auteurs).